# Grenforsen
Grenforsen är ett kommunalt naturreservat i Sundsvalls kommun i Västernorrlands län.
Området är naturskyddat sedan 1998 och är 27 hektar stort. Reservatet omfattar en kort sträcka av Ljungan och nipan kring Tunomsbäcken. Reservatet består av forsen i Ljungan och dess stränder med barr- och lövbestånd.